# زیدیه در گیلان و مازندران
شیعه زیدیه ابتدا در مقیاسی محدود به دست یک رهبر  شورشی علوی به نام یحیی بن عبدالله و یاران کوفی او، در سال ۱۷۵ قمری در میان دیلمیان غیرمسلمان ترویج شد اما آنچه چشمگیر و مؤثرتر بود، فعالیت مذهبی برخی مبلغین محلی از پیروان قاسم بن ابراهیم (متولد ۲۴۶ق) در غرب مازندران و منطقه‌ی رویان، کجور، کلار و چالوس
 بود. تعالیم قاسم در خصوص الهیات، نماد انتقال از عقاید زیدیان نخستین کوفی به ضد جبرگرایی، دیدگاه‌های تند ضد تجسیم و تشبیه، تفکیک میان خدا و افعال شر و تأکید بر تمایز مطلق خداوند با همه خلقت بود. عقاید او هر چند با نظر متعزله معاصر خود متفاوت است، زمینه لازم را برای انتخاب الهیات معتزلی در میان پیروان متأخر خود فراهم کرد. تعالیم او در فقه، گونه‌ای سنت شیعی متعادل و متأخر از مدینه ارائه می‌کرد که کاملاً از عقیده مکتب زیدی کوفه مستقل بود.

## ورود زیدیه به گیلان و مازندران
شواهدی در دست نیست که اقامت مختصر یحیی بن عبدالله با برخی هواداران زیدی کوفی در رودبار تحت حمایت شاه جستانی دیلمیان در دوره هارون الرشید این منطقه را به روی تأثیرات مؤثر زیدی گشوده باشد. زیدیه در دوره حیات امام زیدی مقیم مدینه، قاسم بن ابراهیم الرسی (متوفی ۲۴۶) توسط برخی از پیروان او در غرب  طبرستان، مناطق رویان، چالوس و کلار پراکنده شد. در سال ۲۵۰ قمری در دوره خلیفه مستعین بالله مردم این منطقه علیه حکومت طاهری شوریدند و به توصیه یک علوی محلی، زید بن حسن حسنی را از ری دعوت کردند تا رهبری آنان را به دست بگیرد. سرانجام در رمضان ۲۵۰ه.ق وارد منطقه رویان شد. اسپهبدان محلی رویان و دیلمان در مرزن آباد به نام او خطبه خواندند، به او پیوستند و حکومت علویان طبرستان را بنیان نهادند.  وهسودان بن مرزبان، پادشاه گیلان، از نخستین افرادی بود که تابعیت خود را از او اعلام کرد. حسن، که نام فرمانروایانه داعی الی الحق را برای خود اختیار کرده بود، در شوال ۲۵۰، آمل را تسخیر کرد. او به سرعت کنترل طبرستان را ال ذی الحجه ۲۵۰ از سلیمان بن عبدالله طاهری خارج کرد و پایتخت را از ساری، که طاهریان در آن اقامت داشتند، به آمل، نزدیک به مناطقی که حمایت از او از آن نشات گرفته بود منتقل کرد. او در همان سال ری و بخش همدان را فتح کرد. او سه بار توسط مهاجمان از طبرستان اخراج شد.

## قیام رویان
در سال ۲۵۰ هجری مردم رویان قیام کردند و از حسن بن زید حسنی که از اهالی ری بود، برای رهبری شان دعوت کردند. حسن بن زید اولین حکومت زیدی را به پایتختی آمل پایه‌ریزی کرد. او به صورت رسمی از آیین و فقه شیعی و اعتقادات معتزلی حمایت کرد و مشهور است که کتاب‌هایی در فقه و امامت نیز نوشته‌است. پس از او برادرش محمد جانشین او شد و تا سال ۲۸۷  حکومت کرد. هیچ یک از این دو برادر در نزد زیدیان متأخر به عنوان «امام» شناخته نشده‌اند و سنت تحصیلی نیز تعالیم آن‌ها را نادیده گرفت.

## دوره ناصرالحق
بعد از سرنگونی محمد بن زید، حسن بن علی اطروش الناصر للحق حسینی که در گیلکجان و هَوسَم فعال بود و سبب تغییر دین دیلیمانِ شمال سلسله جبال البرز و گیلک‌های شرق سفیدرود شده بود، در سال ۳۰۱  آمل را فتح و حکومت زیدی را در طبرستان احیا کرد. او تا زمان مرگش در سال ۳۰۴ق حکومت را در اختیار داشت. نوشته‌های بی‌شماری در فقه و اعتقادات از او به جای مانده‌است و عموماً به عنوان «امام» شناخته شده‌است. تعالیم او تا اندازه‌ای با تعالیم قاسم بن ابراهیم فرق داشت، ولی در آرای اساسی اعتقادی به آرای قاسم شباهت داشت. اما او به طرزی جدلی، ضد معتزلی بود. او در فقه و شریعت، به سنت زیدی کوفی نزدیک تر از قاسم بود و اغلب به عقیده شیعه امامی نیز نزدیک می‌شد. او در باب ارث نظر فقه امامیه را پذیرفت و دیدگاه تبعیض‌آمیز اهل سنت دربارهٔ ارث را که با خاندان پدری منطق می‌شود نپذیرفت. او همچنین تحریم امامیه دربارهٔ طلاق بدعت را پذیرفت.
بعد از این، زیدیان گیلان و مازندران  به دو جماعت و مکتب رقیب تقسیم شدند: «قاسمیه» که در طبرستان غربی، رویان و مرزهای دیلم با طبرستان غالب بودند، و «ناصریه» که در گیلان شرقی و دیلم مرکزی غالب بودند. قاسمیه ارتباطی نزدیک  با خاندان قاسم داشتند. نوه او، یحیی بن حسین الهادی الی الحق، در طول حکومت محمد بن زید به آمل آمد. اما چون بعضی از همراهانش او را «امام» خطاب کردند، مورد سوءظن محمد بن زید قرار گرفت و به سرعت آنجا را ترک کرد. بعد از اینکه او حکومت زیدی را در یمن تأسیس کرد، گروههایی از زیدیان طبرستان و کلار داوطلبانه به او پیوستند. کتاب‌های فقهی الهادی الی الحق بلافاصله توسط قاسمیه انتخاب شد و به دست دانشمندان علوی آن دیار مورد شرح و اظهار نظر قرار گرفت. ارتباط نزدیکی میان قاسمیه و زیدیان یمن وجود داشته‌است. ناصریه در جست وجو و انتخاب فرزندان الناصر للحق برای رهبری تلاش می‌کردند. به همه رهبران آن‌ها لقب «الناصر» داده شد و آرامگاه الناصر للحق در آمل، به عنوان یک مکان زیارتی برای ناصریه، قرن‌ها باقی ماند. اما فقط یکی از فرزندان او به نام حسین بن جعفر الناصر که در هوسم حکومت می‌کرد (۴۷۲ ـ ۴۳۲ق) به عنوان یک «امام» زیدی شناخته شده‌است.
در اوایل، خصومت میان دو مکتب شدید بود، تا آنکه امام ابوعبدالله بن الداعی المهدی لدین الله (م ۳۶۰ق) با جدیت به ترویج این عقیده پرداخت که مبانی و آرای هر دو مکتب، به‌طور یکسان صحیح و معتبرند. در این منطقه اغلب علویان بدون داشتن صلاحیت کافی، برای امامت حاضر می‌شدند و گاهی دو یا چند نفر از آن‌ها حمایت محلی را به‌طور هم‌زمان به دست می‌آوردند. این شرایط سبب شده بود که زیدیان به تأیید و تصدیق یک مقام حاکم قانونی در مرتبه بعد از «امام» نیاز داشته باشند. آن مقام عموماً «داعی» خوانده می‌شد. آن‌ها این لقب را بارها برای خود انتخاب کردند. حسن بن زید، برادرش محمد و حسن بن هاشم (جانشین الناصر للحق) همگی به لقب الداعی الی الحق دست یافتند. دیگران نیز لقب الداعی الی الرضا را اظهار می‌کردند. «الرضا» به امام منتظر از خاندان پیامبر اشاره داشت. بعضی از حاکمان علوی زیدی نیز لقب «امیر» را برگزیدند.
هر چند دو جماعت زیدی در این منطقه یکدیگر را به رسمیت شناختند، غالباً از حاکمان متفاوتی پیروی می‌کردند. بعد از آخرین شکست حکومت زیدی در آمل، هوسم مرکز تعلیم و تعلم ناصریه شد و جعفر بن محمد الثائر فی الله، نوه یکی از برادران الناصر للحق، محلی برای خاندان علوی بنا نهاد. هر چند حکومت آن‌ها در هوسم غالباً توسط بازماندگان الناصر للحق و دیگران مورد تردید قرار می‌گرفت و به چالش کشیده می‌شد، آن‌ها اداره شهر را دائماً در اختیار داشتند. هنگامی که لاهیجان به عنوان شهر اصلی گیلان شرقی در قرن ششم هجری جایگزین هوسم شد، فرزندان الثائر فی الله برای حکومت به آنجا رفتند. در میان قاسمیه، لنگه که میان هوسم و چالوس قرار داشت، مقر چندین امام در اواخر قرن چهارم و پنجم بود. بعدها به سبب اینکه بیشتر نواحی زیدی در رویان و دیلمان تحت نظارت اسماعیلیان نزاری درآمد، بعضی از امامان قاسمی در گیلان شرقی به فعالیت پرداختند.

## علوم دینی
علوم دینی با امام احمد بن حسین المؤید بالله (م ۴۱۱ق) و برادرش ابوطالب الناطق بالحق (م ۴۲۴ق) در بین قاسمیه به اوج رسید. آن‌ها در آمل متولد شدند و برای مدتی در بغداد تحصیل کردند. سپس به حلقه اطرافیان صاحب بن عباد، وزیر آل بویه و طرفدار جدی الهیات معتزلی و شیعی درآمدند و با رئیس معتزله، قاضی عبدالجبار که در ری بود نیز ارتباط داشتند. هر دو برادر کتاب‌های فقهی اصیل و شرحهایی بر سنت قاسمیه نوشتند. گاه المؤید بالله به عنوان مؤسس یک مکتب یعنی «مؤیدیه» محسوب شده‌است. آنان در الهیات عقیده مکتب معتزله بصره را که قاضی عبدالجبار ارائه کرده بود پذیرفتند. ارتباط نزدیک میان زیدیه و معتزله در این زمان، در افزایش هر چه بیشتر تمایل به علوی خواهی پیرامون مسئله امامت در عقاید معتزله، منعکس شده‌است. دو دانشمند و نویسنده معتزلی که از مکتب قاضی عبدالجبار بودند، ابوالقاسم سبطی و محسن بن کرامه حاکم جُشَمی (م ۴۸۴ق)، دو زیدی فعال گشتند؛ به گونه‌ای که کتاب‌های بسیاری از حاکم جشمی در میان زیدیه معتبر شناخته شد. المؤید بالله رساله‌ای با عنوان رساله سیاسة المریدین دربارهٔ زهد و اخلاص صوفیه نوشته‌است. از این رساله موضع زیدیه در قبال تصوف مشخص می‌شود. او صوفیان متقدم (از فضیل بن عیاض تا جنید) را که بر زهد، توبه و جنبه‌های خالصانه ریاضت‌های خود تأکید می‌کردند، تحسین می‌کند، اما از پندارهای صوفیه که موجب اشتغال آن‌ها به فعالیت‌های غیرشرعی مانند سماع و رقص می‌شود، انتقاد می‌کند.

## افول
در طول قرن ششم هجری، جریان زیدی در حاشیه دریای خزر به‌طور جدی افول کرد، این انحطاط تا حدی به خاطر توسعه و گسترش اسماعیلیه بود که زیدیه را در گیلان شرقی منحصر کرد تا حدی نیز به نزاع میان مدعیان علوی که منجر به دسته بندی‌های مختلف می‌شد، ارتباط داشت. در حدود یک قرن و نیم بعد، حضور مختصر و اندکی از آنان شناخته شده‌است. در سال ۷۶۹ق، سید علی کیا بن امیرکیا که زیدیان تائب از او پیروی می‌کردند، درصدد فتح گیلان شرقی برآمد. دانشمندان زیدی لاهیجان و رانِکوه او را به عنوان «امام» تصدیق می‌کردند. فرزندان او تا سال ۹۳۳ پی در پی به حکومت رسیدند تا اینکه در این سال، کارکیا سلطان احمد اول به همراه بسیاری از افراد زیدی تحت فرمان خود، به شیعه امامیه تغییر مذهب داد. بقایایی از یک سنت تعلیم و تعلم زیدی در گیلان شرقی تا آن تاریخ به وسیله نسخ خطی متون زیدی که در آنجا نگاشته شده‌اند، تأیید شده‌است. این آثار در آخرین دوره، قبل از تغییر مذهب به نگارش درآمده‌اند.